# Windows MultiPoint Server
A Windows MultiPoint Server a Microsoft Windows Serverre épülő operációs rendszer, amellyel több terminál egy számítógéphez kapcsolható. Az utolsó önálló verzió a 2012-es volt, funkcionalitását később a Windows Server 2016-ba építették.

## Verziói

### Windows MultiPoint Server 2010
A Windows Server 2008-on alapuló verzió 2010 januárjában jelent volna meg, azonban kiadása egy hónapot csúszott. A Server 2008-cal kompatibilis hardverek a MultiPoint-munkaállomásokkal is használhatók.
A szoftver rendszerépítőkön keresztül vagy oktatási tömeges licenceléssel érhető el; utóbbi esetben támogatottak a tartományok, a munkaállomásokra vonatkozó korlátozás nem él (a hardveres korlátok továbbra is életben vannak). Az oktatási verziónál minden munkaállomáshoz szükséges MultiPoint Server- és Server 2008-klienslicenc vásárlása. A rendszerépítői verzió nem támogatja a tartományokat, azonban Server 2008-klienslicenc nem szükséges hozzá.

### Windows MultiPoint Server 2011
A 2011. március 10-én megjelent, a Windows Server 2008 R2 Service Pack 1-re épülő verzió tartalma:
- Munkaállomások helyi hálózaton való összekötése távoli eléréssel
- RemoteFX-képes vékonykliensek támogatása
- A Windows Small Business Server 2011-gyel és a Windows Home Server 2011-gyel kompatibilis parancssoros kezelőfelület
- Biztonsági mentés a Windows Small Business Server Essentials 2011 segítségével[5]
- Munkaállomások kezelése az adminisztrátorok számára:
  - Az asztal kivetítése egy másik vagy az összes gépre[6]
  - A munkaállomás beviteli eszközeinek zárolása és üzenet megjelenítése
  - Alkalmazások távoli megnyitása és bezárása
  - Internetelérés korlátozása
- Több szerver egy konzolból való kezelése
- Virtuális gépből való futtatás támogatása
- Szélesebb körben való elérhetőség

A 2011-es verzió Standard és Premium verzióban is elérhető.
|                                  | Standard | Premium | Megjegyzések                                                                                |
| -------------------------------- | --- | --- | ------------------------------------------------------------------------------------------- |
| Számítógépek maximális száma     | 10 | 20 | A hardveres korlátok továbbra is fennállnak, valamint klienslicencek vásárlása is szükséges |
| Maximum RAM                      | 8 GB | 32 GB | Az alaplap képességeinek figyelembevételével.                                               |
| Támogatott processzormagok száma | 1 | 2 | Csak az x86-64 architektúra támogatott.                                                     |
| Tartományok támogatása           | Nem | Igen | Bővebben: Active Directory                                                                  |
| Hyper-V-támogatás                | Nem | Igen | „Egy az egyhez” licencelés.                                                                 |
| Szükséges licenc                 | Minden MultiPoint Server-példányhoz egyedi licenc szükséges. Terminálonként egy klienslicenc, tömeges licencelésnél pedig terminálonként egy Windows Server 2008 klienslicenc szükséges. | Minden MultiPoint Server-példányhoz egyedi licenc szükséges. Terminálonként egy klienslicenc, tömeges licencelésnél pedig terminálonként egy Windows Server 2008 klienslicenc szükséges. | A szoftver rendszerépítőkön keresztül vagy mennyiségi licenc keretében vásárolható meg.     |
|                                  | Bővebben: Active Directory | |                                                                                             |

### Windows MultiPoint Server 2012
A verzió 2012. november 27-én jelent meg. A Windows Server 2012-re épülő kiadás az alábbi funkciókat tartalmazza:
- Asztalkezelő az adminisztrátori jogosultsággal nem rendelkezők számára
- Virtuális gépek munkaállomássá alakítása (csak a Premium verzióban)
- A Windows SteadyState-hez hasonló lemezvédelem
- A Windows 8-cal megegyező asztali környezet, a Windows Store elérhetősége
- A Windows 7-et vagy 8-at futtató kliensek figyelése

### Windows Server 2016
A Windows Server 2016-tól kezdve a MultiPoint Server nem önálló operációs rendszerként, hanem szerepkörként érhető el.

### Windows Server 1803-as frissítés
A frissítéstől kezdve a MultiPoint-szolgáltatások nem képezik a rendszer részét; a Windows Serverre és a Windows 10-re csak a MultiPoint Connector érhető el.

## Fordítás
- Ez a szócikk részben vagy egészben  a   Windows MultiPoint Server című angol Wikipédia-szócikk ezen változatának fordításán alapul.  Az eredeti cikk szerkesztőit annak laptörténete sorolja fel. Ez a jelzés csupán a megfogalmazás eredetét és a szerzői jogokat jelzi, nem szolgál a cikkben szereplő információk forrásmegjelöléseként.